# Laterallus ruber
La schiribilla rossiccia o rallo rossiccio (Laterallus ruber P. L. Sclater e Salvin, 1860) è un uccello della famiglia dei Rallidi diffuso dal Messico orientale alla Costa Rica.

## Descrizione
Il rallo rossiccio misura 14-16,5 cm di lunghezza. Il piumaggio è quasi completamente castano brillante, più chiaro su mento e addome; la sommità del capo è nerastra e la regione auricolare grigio scura. L'iride è rossa, il becco nero e le zampe e i piedi verde oliva.

## Distribuzione e habitat
Il rallo rossiccio vive nelle regioni tropicali e subtropicali del Centroamerica, dal Messico orientale (stati di Guerrero e Tamaulipas), attraverso le coste pacifiche, del golfo del Messico e del mar dei Caraibi (compresa l'isola di Cozumel), all'Honduras, al Nicaragua settentrionale e alla Costa Rica nord-occidentale (regioni settentrionali della Provincia di Guanacaste).
Popola le paludi e le praterie umide, con particolare preferenza per canneti e zone erbose inondate.

## Biologia
Di abitudini generalmente diurne, è difficile da avvistare, come la maggior parte dei Rallidi, poiché trascorre gran parte del tempo tra la fitta vegetazione. Monogamo e territoriale, si riproduce durante i mesi estivi, da giugno a settembre. La femmina depone 3-6 uova di forma ovale, color crema e ricoperte da macchioline bruno-rossastre attorno al polo maggiore.